# Nowhere Man
A Nowhere Man a The Beatles együttes 1965-ös dala a Rubber Soul albumról. A dal az amerikai piacon 1966. február 21-én jelent meg kislemezen (B-oldalán a What Goes On-nal). Az amerikai kislemez a Billboard listáján a harmadik helyet érte el. A  dal szerzője John Lennon.
A dalt Lennon egy átmulatott éjszaka után írta. Erről gy számolt be a Playboy magazinnak adott 1980-as interjúban: "öt órája próbálkoztam összehozni valami értelmeset, végül azonban úgy döntöttem, inkább pihenek egyet. Alighogy lefeküdtem, az egész Nowhere Man mintegy varázsütésre összeállt: dallam, szöveg, minden egyben." Több Lennon dalban előforduló önvallomás jelenik meg ismét a szövegben. A Nowhere Man egy olyan embertípust ábrázol, aki elszakad a valóságtól. Ő is ilyen volt ezidőtájt, amikor meg kellett felenie Brian Epstein menedzser által megfogalmazott közképnek, elveszettnek érezte magát weybridge-i sokszobás otthonában és épp nem szerette feleségét, Cynthiát, valamint drogproblémákkal küzdött.
A dalt 1965. október 25-én és 26-án rögzítették. Lennon énekel a dalban, addig Paul McCartney és George Harrison kíséri vokállal. A dalhoz elképzelt gitárszólót egy Sonic Blue Fender Stratocaster gitárral játszották le, amin a végletekig próbálták egyre feljebbi hangtartományba emelni.
A dalt az együttes 1966-ban adtak ki az amerikai piacon megjelent Yesterday and Today című középlemezen. A szerzeményt eljátszották az 1965-ös angliai és az 1966-os világturnén is. Valamint a dal elhangzik az együttes 1968-as Sárga tengeralattjáró című rajzfilmjében is.

## Közreműködött
Ian MacDonald szerint:
- John Lennon – duplázott ének, akusztikus ritmusgitár
- Paul McCartney – vokál, basszusgitár
- George Harrison – vokál, szólógitár
- Ringo Starr – dobok